# Gorgyrella inermis
Gorgyrella inermis là một loài nhện trong họ Idiopidae.
Loài này thuộc chi Gorgyrella. Gorgyrella inermis được Shirley Cotter Tucker miêu tả năm 1917.